# 攔門
攔門，又称下婿、堵门、堵门游戏、接亲游戏、整蛊新郎、玩新郎，指中式婚禮中親迎時，新郎迎娶队伍到达新娘家时并不能马上进门，而需完成一系列向女方行礼或有一定難度的事情后才能得入女家迎娶新娘。

## 歷史
下婿婚俗最遲見於唐代，有時和催妝結合。在言語或行動上屈折或考驗新郎，新郎入門，每至一處，則被要求賦詩或答話，否則不予放行，女方則故意抯攔拖延，例如新娘待婿催妝乃肯上車，增添歡樂氣氛。例如新郎中过举，迎娶时新娘家人会让新郎作诗以考证新郎之才学，稱為催妝詩，新郎所作之诗让新娘家人满意了才会开门，让新郎家的迎娶队伍入内。堵门一說缘于旧时認為拖延新娘出门的时间越长，对女家越有好处，就能留住更多的财气。也有说这样才显得男家有诚意。
此外，亦有向迎親隊伍索要錢財之俗，流傳至今即現今索取開門紅包之俗。

## 常見做法

### 轿门对下联
由于轿门对完全是基于男方家庭成员所考取的功名而来，对女方是否有考取功名的家庭成员而能对出下联全然不顾，因而会造成女方因没有考取功名的家庭成员而对不出下联，以致不能发轿，耽误了吉时良辰。为了避免这种情况，男方多将轿门对下联于女方讨开门利是时交给女方。

### 催妆诗
这个始于唐朝的婚俗为赋诗催促新妇梳妆，所赋诗即为催妆诗。現代要求新郎通过文字，歌曲和诗歌声明爱情是科举制度取消前，让中过举的新郎作诗以考证其之才学的中国古代婚俗之遗风。

### 催妆馍
以面食为主食的广大西北地区有送催妆馍的婚俗。人们在婚礼中是依礼而行的，有的可以用语言来表达，有的则无须语言说明，只要看到礼仪中的某种代表物，就知道是什么了。催妆馍就是表达赶快妆扮的物品，是用白面蒸制的较大一些的馍，里面要包上枣、核桃等，以兆其中有子，一般为十个，寓意婚姻“十分圆满”。用物品催妆和催妆习俗本身源于北方胡人入主中原后其风俗融入汉文化的结果。

### 藏鞋
藏鞋婚俗的来源有二，其一是必须验证新娘是否为真正的三寸金莲，因此男方以找到婚鞋并为新娘穿上为证。。民国废缠足恶习陋俗后，有新说新郎伏地找鞋的姿势是“拜倒在新娘石榴裙下”的最好体现。

### 吃難吃食物
攔门游戏通常包括逼新郎吃下或喝下怪味食物或饮料，特别是新郎要连续食用酸甜苦辣的食物，表示他决心和新娘同甘共苦，共度婚姻起伏，悲欢离合。用于此目的的苦味食物包括苦瓜、苦茶和药汁，辛辣食物则通常包括辣椒酱和芥末。

### 體能運動或高難度動作
除此之外，堵门游戏还包括身体测试，如俯卧撑，特别是在香港、澳門、台灣、马来西亚和新加坡。

### 醜化新郎
現代一些地區流行於攔門是醜化新郎，如要新郎穿女裝或奇裝異服，要新郎做出尷尬動作等。

### 开门钱
开门钱又称开门利市、开门钿、開門紅包或开门纸包。一般以吉祥數字為金額，最常見為九字尾，寓意長長久久。傳統上喜娘會瓜分開門錢的一半，其餘再由女家父母及新娘的姊妹瓜分，依照身份不同，各人所分得的金額有差異。
开门钱中其中一项为姊妹钱，是男方给新娘的姊妹们的。